# Nyssocnemis ledereri
Nyssocnemis ledereri là một loài bướm đêm trong họ Noctuidae.